# Socom: U.S. Navy Seals Fireteam Bravo
SOCOM: US Navy SEALs Fireteam Bravo är ett Third-person shooter-spel för Playstation Portable. Spelet liknar SOCOM-spelen till Playstation 2. Detta spel är uppföljaren till SOCOM 3: U.S. Navy SEALs.

## Gameplay
Den mest betydande skillnaden mellan Fireteam Bravo och dess Playstation 2-motsvarighet är siktsystemet. Playstation 2:s spelkontroll har två analoga styrspakar, medan Playstation Portable endast har en. För att sikta så måste spelaren låsa siktet med R-knappen till ett mål och sedan skjuta. I spelet finns följande vapen: prickskyttegevär, automatkarbiner, maskingevär, explosiva vapen och granater.